# کز دادن
کز دادن روشی برای آماده‌سازی پارچه و نخ است که بیشتر در پارچه‌های بافته و نخ‌های پنبه‌ای به کار می‌رود و هدف آن ایجاد سطحی صاف و تمیز است. 
در این فرایند، پارچه یا نخ از برابر شعله مستقیم یا صفحه‌های داغ عبور داده می‌شود تا الیاف ریز و بیرون‌زدهٔ سطح آن بسوزند. این کار که «پرزسوزی» (gassing) هم نامیده می‌شود، معمولاً پیش از مراحل دیگری مانند تیمار با سود سوزآور (مرسریزه کردن)، رنگرزی یا چاپ انجام می‌گیرد. وقتی پارچه تازه از دستگاه بافندگی خارج می‌شود، ممکن است ظاهری کرکی با الیاف کوتاه و آزاد داشته باشد که برای چاپ یا رنگرزی مناسب نیست. کِز دادن این الیاف را می‌سوزاند و سطحی صاف و براق ایجاد می‌کند. 
مزیت اصلی این روش بهبود ظاهر و جلای پارچه، کاهش پرزدهی و افزایش استحکام در بافندگی یا تولید است، زیرا نخ یا پارچهٔ صاف کمتر دچار پارگی می‌شود و کیفیت نهایی محصول بهتر خواهد بود. با این حال، اگر روش به درستی انجام نشود، ممکن است استحکام پارچه کاهش یابد یا بر اثر حرارت زیاد، رنگ آن به زردی گراید. همچنین در پارچه‌های مصنوعی یا مخلوط، به دلیل ماهیت گرمانرم الیاف، خطر ذوب شدن وجود دارد. 
روش جایگزینی به نام «جلای زیستی» یا «پرزسوزی زیستی» نیز وجود دارد که به جای حرارت از آنزیم‌ها برای تجزیه و حذف الیاف بیرون‌زده در پارچه‌ها یا نخ‌های سلولزی استفاده می‌کند. در پرزسوزی که معمولاً برای نخ به کار می‌رود، الیاف بیرون‌زدهٔ نخ با شعله مستقیم سوزانده می‌شوند. این روش سریع‌تر و کارآمدتر از کِز دادن پارچه است، اما به دلیل سوختن الیاف بیشتر، ضایعات و هزینهٔ آن بالاتر خواهد بود.